# Atkins (Iowa)
Atkins je město v okrese Benton County ve státě Iowa ve Spojených státech amerických.
K roku 2010 zde žilo 1 670 obyvatel. S celkovou rozlohou 2,82 km² byla hustota zalidnění 591,5 obyvatel na km².